# Filmographie d'Arnold Schwarzenegger

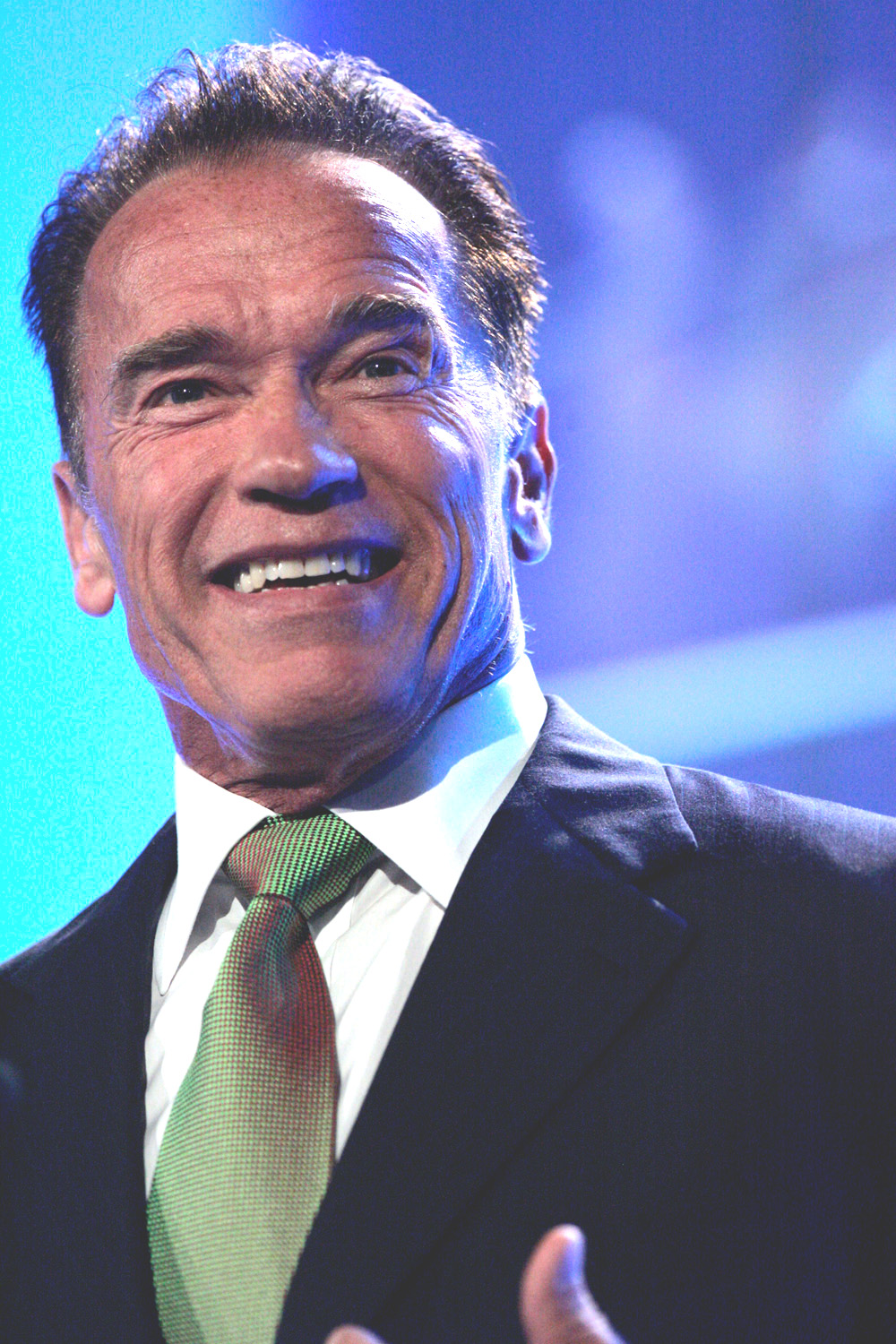
Arnold Schwarzenegger en 2013.

Cet article liste la filmographie d'Arnold Schwarzenegger.
Arnold Schwarzenegger a commencé sa carrière d'acteur principalement avec des petits rôles au cinéma et à la télévision. Pour son premier rôle dans le film Hercule à New York, il fut crédité au générique comme « Arnold Strong ».
En plus des films, Schwarzenegger fit des apparitions dans des clips vidéos pour des groupes musicaux. Il a notamment participé aux clips Big Gun du groupe AC/DC, Say It Isn't So de Bon Jovi et You Could Be Mine des Guns N' Roses, dont la chanson est issue de la bande son du film Terminator 2 : Le Jugement dernier.

## Filmographie

### Rôles principaux et secondaires
Légende
 indique les rôles principaux
 Sauf indication contraire, les informations mentionnées dans cette section peuvent être confirmées par la base de données cinématographiques IMDb,  présente dans la section « Liens externes ».
| Année | Titre                                      | Titre                                   | Titre                                 | Réalisateur                   | Rôle                             | Caractéristiques                                                     | Caractéristiques                     | Caractéristiques                                    | Doublage           | Doublage         |
| Année | Français                                   | Original                                | Québécois                             | Réalisateur                   | Rôle                             | Studio de distribution                                               | Recettes                             | Budget                                              | Français,          | Québécois        |
| 1970  | Hercule à New York                         | Hercules in New York                    | NC                                    | Arthur Allan Seidelman        | Hercule                          | Trimark Pictures                                                     | NC                                   | 300 000 $                                           | Philippe Bellay    | NC               |
| 1973  | Le Privé                                   | The Long Goodbye                        | NC                                    | Robert Altman                 | un loubard au bureau d'Augustine | United Artists                                                       | NC                                   | 1 700 000 $                                         | NC                 | NC               |
| 1976  | Stay Hungry                                | Stay Hungry                             | NC                                    | Bob Rafelson                  | Joe Santo                        | United Artists                                                       | NC                                   | 5 000 000 $                                         | NC                 | NC               |
| 1977  | Arnold le magnifique                       | Pumping Iron                            | NC                                    | George Butler et Robert Fiore | lui-même                         | Cinema 5                                                             | 2 000 000 $ U.S                      | 1 000 000 $                                         | Claude Giraud      | NC               |
| 1979  | Cactus Jack                                | The Villain                             | NC                                    | Hal Needham                   | le bel étranger                  | Columbia Pictures                                                    | 9 800 000 $ U.S                      | 4 500 000 $                                         | François Leccia    | NC               |
| 1979  | Scavenger Hunt                             | Scavenger Hunt                          | NC                                    | Michael Schultz               | Lars                             | 20th Century Fox                                                     | 10 000 000 $                         | 7 000 000 $                                         | NC                 | NC               |
| 1980  | Pumping Iron 2                             | The Comeback                            | NC                                    | Kit Laughlin                  | lui-même                         | NC                                                                   | NC                                   | NC                                                  | Jean-Louis Faure   | NC               |
| 1982  | Conan le Barbare                           | Conan the Barbarian                     | NC                                    | John Milius                   | Conan                            | Universal Pictures (États-Unis) 20th Century Fox (International)     | 39 565 475 $ U.S 68 851 475 $ INT.   | 16 000 000 $                                        | Richard Darbois    | NC               |
| 1984  | Conan le Destructeur                       | Conan the Destroyer                     | NC                                    | Richard Fleischer             | Conan                            | Universal Pictures                                                   | 31 042 035 $ U.S 100 042 035 $INT.   | 16 000 000 $                                        | Richard Darbois    | NC               |
| 1984  | Terminator                                 | The Terminator                          | NC                                    | James Cameron                 | Terminator T-800                 | Orion Pictures                                                       | 38 371 200 $ U.S 78 371 200 $ INT.   | 6 400 000 $                                         | Pascal Renwick     | NC               |
| 1985  | Kalidor, la légende du talisman            | Red Sonja                               | NC                                    | Richard Fleischer             | Kalidor                          | United Artists / MGM                                                 | 6 948 633 $ U.S                      | 17 900 000 $                                        | Richard Darbois    | NC               |
| 1985  | Commando                                   | Commando                                | NC                                    | Mark L. Lester                | John Matrix                      | 20th Century Fox                                                     | 35 100 000 $ U.S 57 491 000 $ INT.   | 10 000 000 $                                        | Richard Darbois    | NC               |
| 1986  | Le Contrat                                 | Raw Deal                                | NC                                    | John Irvin                    | Mark Kaminsky                    | Embassy Pictures / DEG                                               | 16 209 459 $ US                      | 11 000 000 $                                        | Patrick Floersheim | NC               |
| 1987  | Predator                                   | Predator                                | Le Prédateur                          | John McTiernan                | le major Alan « Dutch » Schaffer | 20th Century Fox                                                     | 59 735 548 $ US 98 267 558 $ INT.    | 15 000 000 $                                        | Richard Darbois    | NC               |
| 1987  | Running Man                                | Running Man                             | Le Jeu du défi                        | Paul Michael Glaser           | Ben Richards                     | TriStar Pictures                                                     | 38 122 105 $ U.S                     | 27 000 000 $                                        | Pascal Renwick     | NC               |
| 1988  | Double Détente                             | Red Heat                                | NC                                    | Walter Hill                   | le capitaine Ivan Danko          | TriStar Pictures                                                     | 34 994 648 $ US                      | 30 000 000 $                                        | Daniel Beretta     | NC               |
| 1988  | Jumeaux                                    | Twins                                   | NC                                    | Ivan Reitman                  | Julius Benedict                  | Universal Pictures                                                   | 111 938 388 $ US 216 614 388 $ INT.  | 18 000 000 $                                        | Patrick Floersheim | NC               |
| 1990  | Total Recall                               | Total Recall                            | Voyage au centre de la mémoire        | Paul Verhoeven                | Douglas Quaid/Hauser             | TriStar Pictures                                                     | 119 412 921 $ US 261 317 921 $ INT.  | 65 000 000 $                                        | Daniel Beretta     | NC               |
| 1990  | Un flic à la maternelle                    | Kindergarten Cop                        | NC                                    | Ivan Reitman                  | John Kimble                      | Universal Pictures                                                   | 91 457 688 $ US 201 957 688 $INT.    | 15 000 000 $                                        | Daniel Beretta     | NC               |
| 1991  | Terminator 2 : Le Jugement dernier         | Terminator 2: Judgment Day              | NC                                    | James Cameron                 | Terminator T-800                 | TriStar Pictures                                                     | 204 843 345 $ U.S 519 843 345 $ INT. | 102 000 000 $                                       | Daniel Beretta     | NC               |
| 1993  | Last Action Hero                           | Last Action Hero                        | Le Dernier des héros                  | John McTiernan                | Jack Slater / lui-même           | Columbia Pictures                                                    | 50 016 394 $ U.S 137 298 489 $ INT.  | 85 000 000 $                                        | Daniel Beretta     | Dominique Briand |
| 1993  | Président d'un jour                        | Dave                                    | Dave                                  | Ivan Reitman                  | lui-même                         | Warner Bros                                                          | 63 270 710 $ INT.                    | 28 000 000 $                                        | Richard Darbois    | Benoit Rousseau  |
| 1994  | True Lies                                  | True Lies                               | Vrai Mensonge                         | James Cameron                 | Harry Tasker                     | 20th Century Fox Columbia Pictures (R-U)                             | 146 282 411 $ U.S 378 882 411 $ INT. | 115 000 000 $                                       | Daniel Beretta     | Dominique Briand |
| 1994  | Junior                                     | Junior                                  | NC                                    | Ivan Reitman                  | Dr Alex Hesse                    | Universal Pictures                                                   | 36 763 355 $ US 108 431 355 $ INT.   | 60 000 000 $                                        | Daniel Beretta     | NC               |
| 1996  | L'Effaceur                                 | Eraser                                  | NC                                    | Chuck Russell                 | John Kruger                      | Warner Bros. Pictures                                                | 101 295 562 $ US 242 295 562 $ INT.  | 100 000 000 $                                       | Daniel Beretta     | Dominique Briand |
| 1996  | La Course au jouet                         | Jingle All the Way                      | NC                                    | Brian Levant                  | Howard Langston                  | 20th Century Fox                                                     | 60 592 389 $ US 129 832 389 $ INT.   | 75 000 000 $                                        | Daniel Beretta     | NC               |
| 1996  | T2 3-D: Battle Across Time (court métrage) | Terminator 2 T2 3-D: Battle Across Time | NC                                    | James Cameron                 | Terminator T-800                 | Universal Studios Universal Creative                                 | NC                                   | 24 000 000 $ le film 60 000 000 $ avec l'attraction | Daniel Beretta     | NC               |
| 1997  | Batman et Robin                            | Batman and Robin                        | NC                                    | Joel Schumacher               | Victor Fries / Mr Freeze         | Warner Bros. Pictures                                                | 107 325 195 $ US 238 207 122 $ INT.  | 140 000 000 $                                       | Daniel Beretta     | Yves Corbeil     |
| 1999  | La Fin des temps                           | End of Days                             | NC                                    | Peter Hyams                   | Jericho Caine                    | Universal Pictures (États-Unis) Buena Vista (International)          | 66 889 043 $ US 211 989 043 $ INT.   | 80 000 000 $                                        | Daniel Beretta     | Yves Corbeil     |
| 2000  | À l'aube du sixième jour                   | The 6th Day                             | Le 6e jour                            | Roger Spottiswoode            | Adam Gibson et son clone         | Columbia Pictures                                                    | 34 604 280 $ US 96 085 477 $ INT.    | 82 000 000 $                                        | Daniel Beretta     | NC               |
| 2002  | Dommage collatéral                         | Collateral Damage                       | Dommages collatéraux                  | Andrew Davis                  | Gordy Brewer                     | Warner Bros. Pictures                                                | 40 077 257 $ US 78 382 433 $ INT.    | 85 000 000 $                                        | Daniel Beretta     | Yves Corbeil     |
| 2003  | Terminator 3 : Le Soulèvement des machines | Terminator 3: Rise of the Machines      | Terminator 3 : La Guerre des machines | Jonathan Mostow               | Terminator T-850                 | Warner Bros. Pictures (États-Unis) Columbia Pictures (International) | 150 371 112 $ US 433 371 112 $ INT.  | 187 300 000 $                                       | Daniel Beretta     | Yves Corbeil     |
| 2004  | Le Tour du monde en quatre-vingts jours    | Around the World in 80 Days             | NC                                    | Frank Coraci                  | le prince Hapi                   | Walt Disney Pictures Buena Vista International                       | 24 008 137 $ US 72 178 895 $ INT.    | 110 000 000 $                                       | Daniel Beretta     | Yves Corbeil     |
| 2010  | Expendables : Unité spéciale               | The Expendables                         | Les Sacrifiés                         | Sylvester Stallone            | Trench Mauser                    | Lions Gate Film                                                      | 103 068 524 $ US 274 470 394 $ INT.  | 80 000 000 $                                        | Daniel Beretta     | Éric Gaudry      |
| 2012  | Expendables 2 : Unité spéciale             | The Expendables 2                       | Les Sacrifiés 2                       | Simon West                    | Trench Mauser                    | Lions Gate Film                                                      | 85 028 192 $ US 305 428 192 $ INT.   | 100 000 000 $                                       | Daniel Beretta     | Éric Gaudry      |
| 2013  | Le Dernier Rempart                         | The Last Stand                          | Le Dernier Combat                     | Kim Jee-Woon                  | le shérif Ray Owens              | Lions Gate Film                                                      | 12 050 299 $ US 48 330 757 $ INT.    | 45 000 000 $                                        | Daniel Beretta     | Yves Corbeil     |
| 2013  | Évasion                                    | Escape Plan                             | Le Tombeau                            | Mikael Håfström               | Emil Rottmayer / Victor Manheim  | Summit Entertainment                                                 | 25 135 965 $ US 137 328 301 $ INT.   | 50 000 000 $                                        | Daniel Beretta     | Yves Corbeil     |
| 2014  | Sabotage                                   | Sabotage                                | Sabotage                              | David Ayer                    | John « Breacher » Wharton        | Open Road Films (en)                                                 | 10 508 518 $ US 17 508 518 $ INT.    | 35 000 000 $                                        | Daniel Beretta     | Yves Corbeil     |
| 2014  | Expendables 3                              | The Expendables 3                       | Les Sacrifiés 3                       | Patrick Hugues                | Trench Mauser                    | Lionsgate                                                            | 39 183 235 $ US 204 083 235 $ INT.   | 90 000 000 $                                        | Daniel Beretta     | Éric Gaudry      |
| 2015  | Maggie                                     | Maggie                                  | NC                                    | Henry Hobson                  | Wade Vogel                       | Lotus Entertainment                                                  | 187 112 $ US 1 467 610 $INT,         | 8 000 000 $                                         | Daniel Beretta     | NC               |
| 2015  | Terminator Genisys                         | Terminator Genisys                      | Terminator Genisys                    | Alan Taylor                   | Terminator T-800 / Papy          | Paramount Pictures                                                   | 89 760 956 $US 440 603 537 $INT      | 155 000 000 $                                       | Daniel Beretta     | Yves Corbeil     |
| 2017  | Aftermath                                  | Aftermath                               | Impact                                | Elliott Lester                | Roman Melnyk                     | Lionsgate                                                            | 674 238 $INT                         | 10 500 000 $                                        | Daniel Beretta     | Yves Corbeil     |
| 2017  | Killing Gunther                            | Killing Gunther                         | NC                                    | Taran Killam                  | Robert « Gunther » Bendik        | Lionsgate                                                            | 197 616 $INT                         | NC                                                  | Daniel Beretta     | NC               |
| 2019  | Terminator: Dark Fate                      | Terminator: Dark Fate                   | Terminator : Sombre Destin            | Tim Miller                    | Terminator T-800 / Carl          |                                                                      | 61 552 666 $ 256 083 439 $<          | 185 000 000 $                                       | Daniel Beretta     | Yves Corbeil     |
| 2020  | La Légende du dragon                       | Tayna Pechati drakona                   | NC                                    | Oleg Stepchenko               | James Hook                       | NBC Universal Russia                                                 |                                      |                                                     | Daniel Beretta     | Antoine Tomé     |
| 2025  | Kung Fury 2                                | Kung Fury 2                             | NC                                    | David Sandberg                | le président                     | NC                                                                   | NC                                   | NC                                                  | NC                 | NC               |

Prochainement
- Breakout de Scott Waugh : Terry Reynolds (en préproduction)
- The Man with the Bag d'Adam Shankman : le père Noël (en préproduction)
- The Legend of Conan : Conan (en cours de développement)
- Predator: Badlands : Dutch (en cours de développement)

### Caméos
- 1994 : A Century of Cinema de Caroline Thomas : lui-même
- 1994 : Beretta's Island (One Man Weapon) de Michael Preece : lui-même
- 1998 : Junket Whore de Debbie Melnyk : lui-même
- 2001 : Docteur Dolittle 2 de Steve Carr : White Wolf (voix) - (VF : Sylvain Lemarié)
- 2001 : Last Party 2000, la démocratie américaine dans tous ses états (Last Party 2000) de Rebecca Chaikin et Donovan Leitch : lui-même (non crédité)
- 2003 : Bienvenue dans la jungle (The Rundown) de Peter Berg : le patron du bar - (VF : Daniel Beretta)
- 2005 : Arnold à la conquête de l'Ouest (How Arnold won the west) d'Alex Cooke : lui-même
- 2008 : Dans la peau de George Bush (Being W.) de Karl Zéro et Michel Royer : lui-même
- 2009 : 2012 de Roland Emmerich : lui-même[n 4] (images d'archives, non crédité) - (VF : Daniel Beretta)
- 2009 : Terminator Renaissance de McG : T-800 (apparence faciale CGI uniquement)
- 2010 : Expendables : Unité spéciale (The Expendables) de Sylvester Stallone : Trench Mauser - (VF : Daniel Beretta)

### Télévision

#### Téléfilms
- 1974 : Happy Anniversary and Goodbye de Jack Donohue : Rico
- 1980 : The Jayne Mansfield Story de Dick Lowry : Mickey Hargitay - (VF : Daniel Gall)
- 1992 : Christmas in Connecticut de lui-même : l'homme sur la chaise devant le camion de la télévision (non crédité)
- 1992 : Lincoln de Peter W. Kurnhardt : John G. Nicolay (voix)

#### Séries télévisées
- 1976 : Les Rues de San Francisco (The Streets of San Francisco) : Josef Schmidt (1 épisode) - (VF : Pascal Renwick)
- 1977 : The San Pedro Beach Burns d'Earl Bellamy : Muscleman (1 épisode)
- 1990 : Les Contes de la Crypte (Tales From the Crypt) : X-Cori (non crédité - ép. réalisé par lui-même : L'Échange) - (VF : Daniel Beretta)
- 2014 : Mon oncle Charlie (Two and a Half Men) : lieutenant Wagner (1 épisode) - (VF : Daniel Beretta)
- 2023 : FUBAR : Luke Brunner - (VF : Thierry Hancisse)
- 2025 : FUBAR : Luke Brunner - (VF : Thierry Hancisse)

#### Séries d'animation
- 2002-2003 : Liberty's Kids: Est. 1776 : le baron von Steuben (2 épisodes) - (VF : Daniel Beretta)[n 5],[22]
- 2024 : Secret Level (épisode New World : Un roi en devenir) : le roi Aelstrom - (VF : Julien Dutel)

Prochainement
- Manningcast (en pré-production)
- Outrider (en développement)

#### Voice over
- 2023 : Arnold : lui-même - (VF : Thierry Hancisse)
- 2023 : Sly : Stallone par Stallone : lui-même - (VF : Thierry Hancisse)

### Divers
- 1991 : Terminator 2: Judgment Day (jeu vidéo) : Terminator (voix et images d'archives)
- 1996 : Terminator 2-3D : Battle Across the Time (court-métrage d'attraction Disney) : Terminator T-800 - (VF : Daniel Beretta)
- 2003 : Terminator 3 : La Guerre des machines (jeu vidéo) : Terminator (voix et en tant que personnage jouable) - (VF : Daniel Beretta)
- 2009 : Terminator Renaissance (film) : Terminator (image de synthèse)
- 2015 : WWE 2K16 (jeu vidéo) : Terminator (voix et en tant que personnage jouable, par DLC)
- 2015 : Terminator Genisys, le jeu vidéo : Terminator (en tant que personnage jouable)
- 2015 : SAM le conducteur (publicité) : lui-même (en tant que Terminator T-800 dans Terminator Genisys) - (VF : Daniel Beretta)
- 2015 : Mobile Strike (publicité) : lui-même (en tant que personnage du jeu) - (VF : Daniel Beretta)
- 2016 : The Celebrity Apprentice : le juge (en remplacement de Donald Trump[23])
- 2019 : Mortal Kombat 11 (jeu vidéo) : Terminator (apparence en tant que personnage jouable, par DLC) - (VF : Daniel Beretta)
- 2021 : World of Tanks (publicité) : lui-même (en tant que personnage du jeu) - (VF : Daniel Beretta)
- 2023 : Parkside (publicité) : lui-même - (VF : Thierry Hancisse)